# Osse, Doubs
Osse är en kommun i departementet Doubs i regionen Bourgogne-Franche-Comté i östra Frankrike. Kommunen ligger i kantonen Roulans som tillhör arrondissementet Besançon. År 2022 hade Osse 364 invånare.

## Befolkningsutveckling
Antalet invånare i kommunen Osse
Referens:INSEE